# Salching
Salching è un comune tedesco di 2 511 abitanti, situato nel land della Baviera.